# Ковальчук Анна Леонідівна
Анна Леонідівна Ковальчук (нар. 15 червня 1977, Нойштреліц, НДР) — російська акторка театру і кіно, народна артистка Російської Федерації (2020).

## Біографія
Народилася 15 червня 1977 року в місті Нойштреліц (НДР), в родині спадкових педагогів. Мати Анни, Наталія Федорівна — завідувачка дитячого садка; батько, Леонід Іванович, — викладач, дідусь — директор школи. В Анни є брат Павло, який старший за неї на 4 роки. 
Шкільні роки жила в Ленінграді. Дитинство майбутньої актриси пройшло в Єревані і Москві. У школі добре давалися точні науки, особливо математика. По закінченні школи № 601 Приморського району Санкт-Петербурга Анна мала намір вступати до Ленінградського політехнічного інституту з метою в майбутньому зайнятися кібернетикою. Але через деякий час Анна обрала професію акторки та вступила до Ленінградського інституту театру, музики і кінематографії (курс Анатолія Шведерського). Під час вступу в театральний Анна познайомилася зі своїм майбутнім чоловіком Анатолієм Ільченком. Ще студенткою Анна потрапила в трупу Театру імені Лєнсовету, де на неї звернув увагу режисер Геннадій Тростянецький, який шукав в той час молоду героїню для спектаклю «Уявний хворий» за комедією Мольєра. Прем'єра вистави відбулася майже відразу ж після того, як Анна отримала диплом, і майже одночасно з її весіллям.

### Кар'єра в кіно
Перша роль у кіно актриси відбулася в 1998 році — в лірико-комедійної притчі «Любов зла» режисера Володимира Зайкіна. Загальна популярність прийшла після ролі слідчого Марії Швецової в телесеріалі «Таємниці слідства» (2001), завдяки якій актриса стала лауреатом призу «за втілення образу позитивного героя» на міжнародному правовому кінофестивалі «Закон і суспільство».
Після зйомок перших серій телесеріалу «Таємниці слідства» з'ясувалося, що актриса вагітна і збирається народжувати. Обдумавши і зваживши ситуацію, творці фільму вирішили не приховувати вагітність актриси, і сценарист Олена Топільська терміново переписала в сценарії все, що стосувалося особистого життя її героїні, слідчого Марії Швецової. 26 жовтня 2000 року актриса народила доньку Злату, і сцена пологів і годування немовляти грудьми була включена в одну з серій «Таємниць слідства».
У 2005 році Анна Ковальчук знялася в серіалі «Майстер і Маргарита», екранізації знаменитого роману Михайла Булгакова. У створенні образу Маргарити Анні Ковальчук допоміг «Щоденник Майстра і Маргарити» (щоденник Олени Сергіївни Булгакової), який актрисі подарували перед зйомками. Крім того, дізнавшись, що Анна буде грати Маргариту, диякон Андрій Кураєв надіслав їй свій рукопис про роман Михайла Булгакова. Режисер Володимир Бортко зауважив про Анну: «У неї обличчя того часу».

## Особисте життя
- Перший чоловік (з 1999 по 2005) — Ільченко Анатолій Сергійович (нар. 14.06.1976), актор.
  - Донька Злата (нар. 26.10.2000)
- Другий чоловік (з 2007) — Олег Капустін, підприємець.
  - Син Добриня (нар. 30.04.2010)

## Нагороди
- Народний артист Російської Федерації (30 березня 2020 року) — за великі заслуги в галузі мистецтва
- Заслужений артист Російської Федерації (17 березня 2008 року) — за заслуги в галузі мистецтва.
- Приз «За втілення образу позитивного героя» на міжнародному правовому кінофестивалі «Закон і суспільство» (за головну роль у телесеріалі «Таємниці слідства»).
- Двічі володарка призу «За кращу жіночу роль в серіалі» на фестивалі «Віват, кіно Росії!» (серіали «Таємниці слідства» і «Майстер і Маргарита»).
- Премія «Золотий софіт 2015» за кращу жіночу роль (Агафія Тихонівна у виставі постановки Юрія Бутусова «Місто. Одруження. Гоголь»)[4].
- Медаль «За сприяння» Слідчого комітету Російської Федерації (за цінний внесок у формування справжнього образу відповідального і професійного слідчого в серіалі «Таємниці слідства»)[5].

## Творчість

### Ролі в театрі
- 1997 — «Король, дама, валет». Режиссёр: Владислав Пази — Эрика, горничная в гостинице[6].
- 2001 — «Каренин. Анна. Вронский» Льва Толстого. Режиссёр: Геннадий Тростянецкий — Анна Каренина[7]
- 2002 — «Фредерик, или Бульвар преступлений» Эрик-Эммануэль Шмитт. Режиссёр: Владислав Пази — Береника[8]
- 2004 — «Крошка». Режиссёр: Семён Стругачёв — Кристиана[9]
- 2005 — «Приглашение в замок» Жана Ануя. Режиссёр: Владислав Пази — Диана Мессершман[10]
- 2006 — «Мера за меру» Шекспира. Режиссёр: Василий Сенин — Изабелла[11]
- 2007 — «Night and Day» Биляна Срблянович. Режиссёр: Владимир Петров — Дада[12]
- 2009 — «Заповедник» Сергея Довлатова. Режиссёр: Василий Сенин — Таня[13]
- 2012 — «Я боюсь любви» Елены Исаевой. Режиссёр: Мария Романова — Аня[14]
- 2013 — «Все мы прекрасные люди» по Ивану Тургеневу. Режиссёр: Юрий Бутусов — Наталья Петровна[15]
- 2014 — «Мастер и Маргарита», мюзикл. Режиссёр: А. Носков — Гелла[16]
- 2015 — «Город. Женитьба. Гоголь» по Н. В. Гоголю. Режиссёр: Юрий Бутусов — Агафья Тихоновна[17]

### Фільмографія
| Рік  |   | Назва                              | Роль                                                                   |    |
| ---- | - | ---------------------------------- | ---------------------------------------------------------------------- | -- |
| 1998 | ф | Любовь зла                         | принцеса                                                               |    |
| 2001 | с | Таємниці слідства                  | Марія Сергіївна Швецова                                                |    |
| 2002 | с | Таємниці слідства 2                | Марія Сергіївна Швецова                                                |    |
| 2003 | ф | Особливості національної політики  | телеведуча                                                             |    |
| 2003 | с | Таємниці слідства 3                | Марія Сергіївна Швецова                                                |    |
| 2004 | с | Проти течії                        | Анна                                                                   |    |
| 2004 | с | Таємниці слідства 4                | Марія Сергіївна Швецова                                                |    |
| 2004 | с | Садиба                             | Олена Миколаївна Семенова                                              |    |
| 2005 | с | Мастер и Маргарита                 | Маргарита                                                              |    |
| 2005 | с | Таємниці слідства 5                | Марія Сергіївна Швецова                                                |    |
| 2006 | ф | Римується з любов'ю                | Ольга Миколаївна                                                       |    |
| 2006 | с | Таємниці слідства 6                | Марія Сергіївна Швецова                                                |    |
| 2006 | ф | Час пік                            | Євгенія Архипова                                                       |    |
| 2007 | с | Тайни слідства 7                   | Марія Сергіївна Швецова                                                |    |
| 2008 | ф | Адмірал                            | Софія Федорівна Колчак, дружина Колчака                                |    |
| 2008 | ф | Можна, я буду називати тебе мамою? | Дар'я Семенова                                                         |    |
| 2009 | с | Адмірал                            | Софія Федорівна Колчак, дружина Колчака                                |    |
| 2009 | ф | І була війна                       | Єлизавета Петрівна                                                     |    |
| 2009 | с | Особиста справа капітана Рюміна    | Ліза, пацієнтка психіатричної лікарні                                  |    |
| 2009 | с | Таємниці слідства 8                | Марія Сергіївна Швецова                                                |    |
| 2011 | с | Петро Перший. Заповіт              | княжна Анастасія Трубецька-Кантемир, дружина князя Кантемира           |    |
| 2011 | с | Таємниці слідства 9                | Марія Сергіївна Швецова                                                |    |
| 2011 | с | Таємниці слідства 10               | Марія Сергіївна Швецова                                                |    |
| 2012 | с | Таємниці слідства 11               | Марія Сергіївна Швецова                                                |    |
| 2013 | с | Таємниці слідства 12               | Марія Сергіївна Швецова                                                |    |
| 2013 | с | Тайни слідства 13                  | Марія Сергіївна Швецова                                                |    |
| 2014 | с | Тайни слідства 14                  | Марія Сергіївна Швецова                                                |    |
| 2015 | с | Тайни слідства 15                  | Марія Сергіївна Швецова                                                |    |
| 2016 | ф | Ура! Канікули!                     | Надія Кареліна                                                         |    |
| 2016 | с | Таємниці слідства 16               | Марія Сергіївна Швецова                                                |    |
| 2017 | с | Таємниці слідства 17               | Марія Сергіївна Швецова                                                |    |
| 2018 | с | Таємниці слідства 18               | Марія Сергіївна Швецова                                                |    |
| 2018 | с | Годунов                            | Мария Ливонская                                                        |    |
| 2018 | с | Таємниці слідства 18               | Марія Сергіївна Швецова                                                |    |
| 2019 | с | Таємниці слідства 19               | Марія Сергіївна Швецова                                                |    |
| 2019 | с | Таємниці слідства - XIX век        | Мария Сергеевна Перевалова                                             |    |
| 2020 | с | Таємниці слідства 20               | Марія Сергіївна Швецова                                                |    |
| 2021 | с | Таємниці слідства 21               | Марія Сергіївна Швецова                                                |    |
| 2022 | с | Таємниці слідства 22               | Марія Сергіївна Швецова                                                |    |
| 2023 | с | Екатерина.Фавориты                 | подруга и сподвижница императрицы Воронцова-Дашкова Катерина Романівна | ру |

### Телебачення
- У 2009 році брала участь в проекті «Танці з зірками» на телеканалі «Росія-1» в парі з Германом Мажиріним[18][19].
- З серпня 2010 по серпень 2011 року Анна Ковальчук працювала ведучою ранкової програми «Суботник» на телеканалі «Росія-1», після чого її змінила Тетяна Лазарєва[20][21].